# ウィレム・バスティアーン・トーレン
ウィレム・バスティアーン・トーレン（Willem Bastiaan Tholen、1860年2月13日 - 1931年12月5日）はオランダの画家、版画の原画家である。ハーグ派の画家の一人となり、後に「アムステルダム印象派」の画家の一人になった。

## 略歴
アムステルダムの画家の息子に生まれた。5歳の時に、家族とカンペンに移りそこで育った。カンペンで画家になるヤン・フォーマン(Jan Voerman: 1857–1941)と友人になり、2人は1876年に、アムステルダム国立美術アカデミー(Rijksakademie van beeldende kunsten)に入学した。1年以内に教職資格を得た。その後、デルフトの工科大学に移り1787年に卒業すると中学の教授資格を得て、ゴーダの夜間中学の美術教師になった。
ブリュッセルに移り、パウル・ハブリエル(Paul Gabriël: 1828-1903)の工房に3月ほど滞在し、ハブリエルと野外写生などを行い影響を受けた。
1885年にアムステルダムの画家、写真家のウィレム・ウィッセン(Willem Witsen: 1860-1923)に、バールンのウィッセンの別荘に招かれた。ウィッセンの別荘には、ハーグ派の画家、ヘオルヘ・ヘンドリック・ブレイトネルやアントン・モーヴたちもしばしば招かれていた。1887年からデン・ハーグで活動をはじめ、ハーグ派の画家と親しくなりハーグの絵画協会、プルクリ・スタジオのメンバーになった。
田園地帯や森の風景を描いた風景画で高い評価を得たが、ハーグの街の風景や室内画も描いた。
1886年にJacoba Suzanna Mullerと結婚したが1918年に死別した。1819年にドールハウスの収集家の Lita de Ranitzと再婚し、ドールハウスのための小さな絵画も描いた。
ハーグで没した。

## 作品

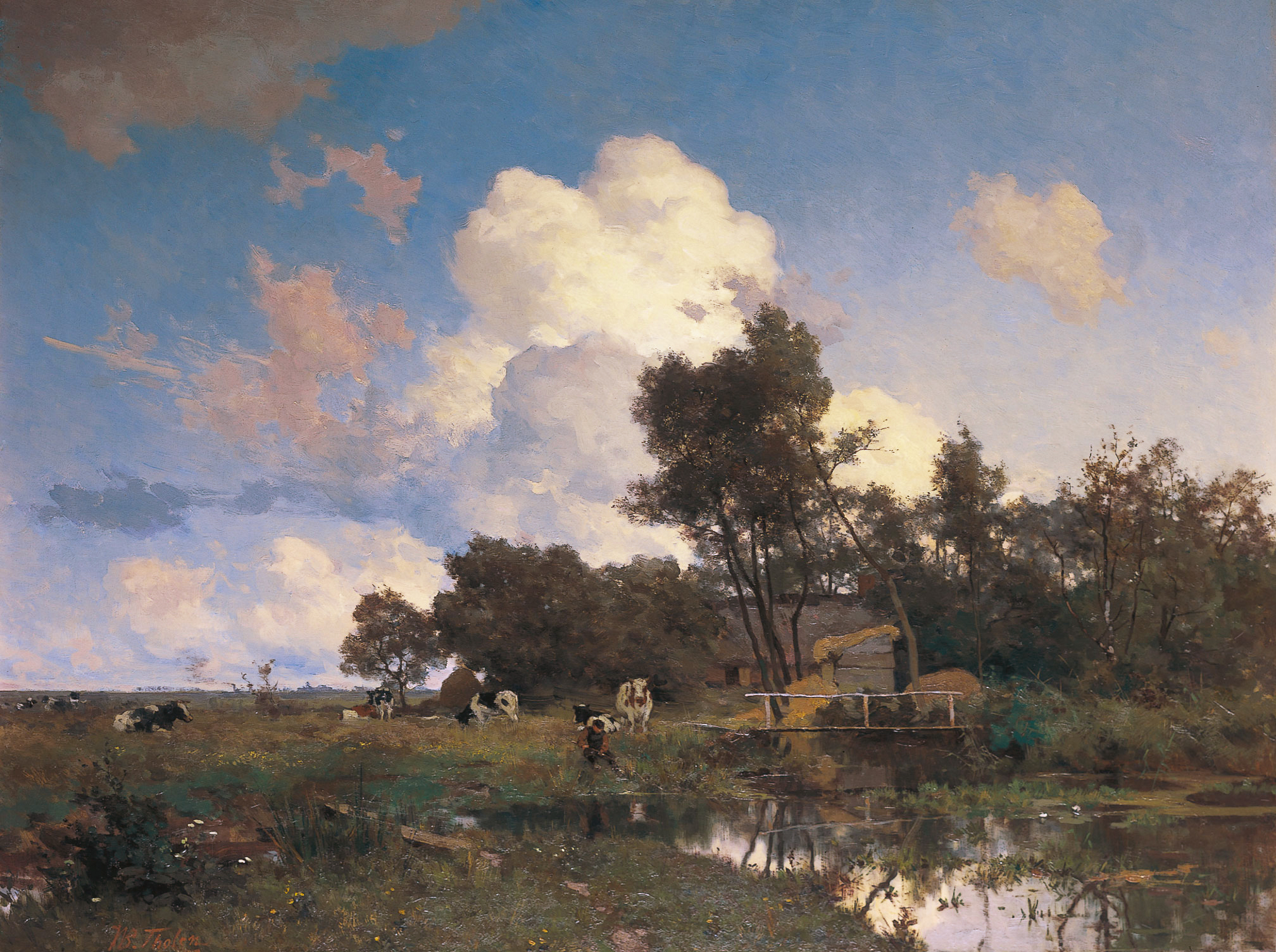
夏の農地
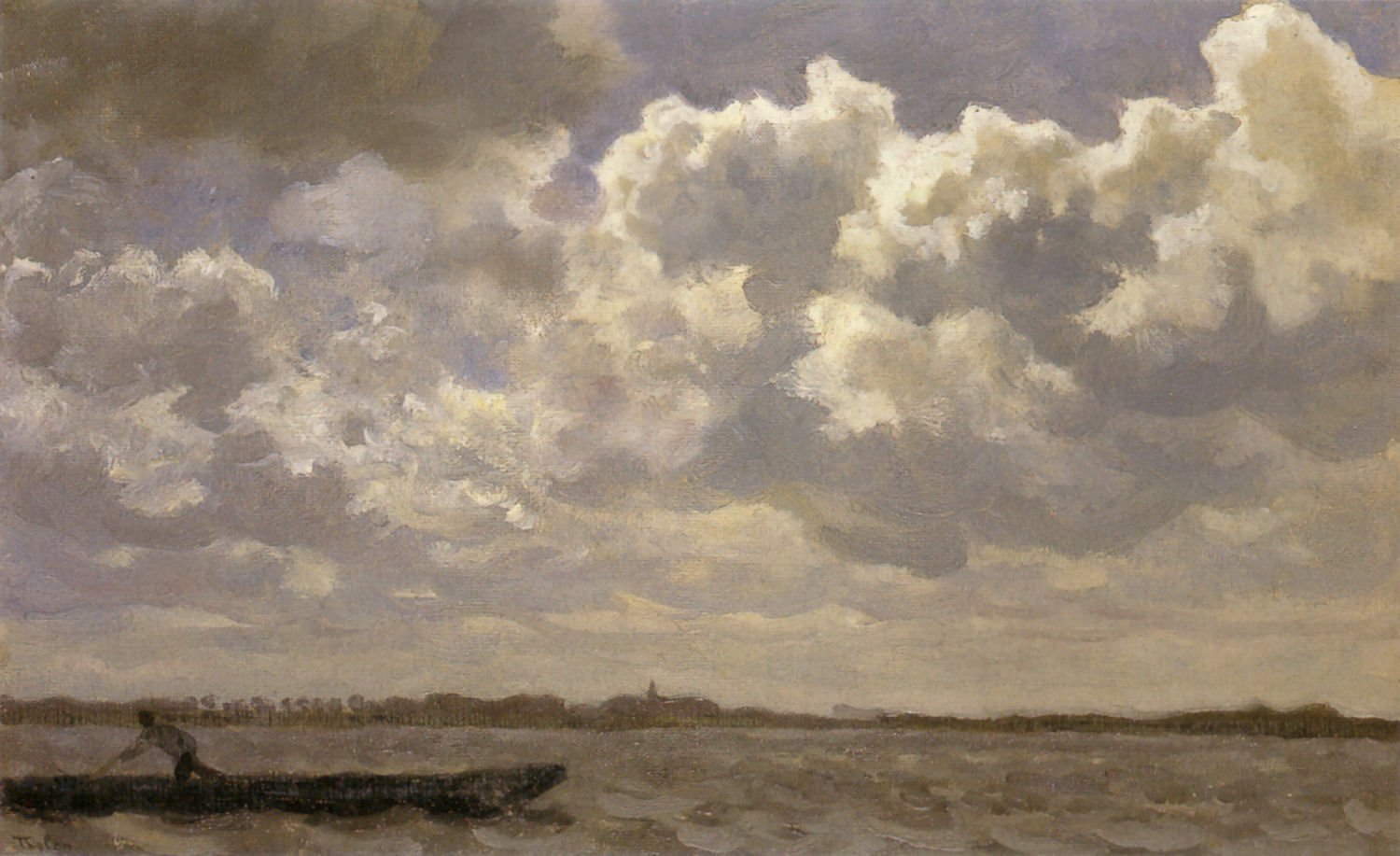
荒天のゾイデル海
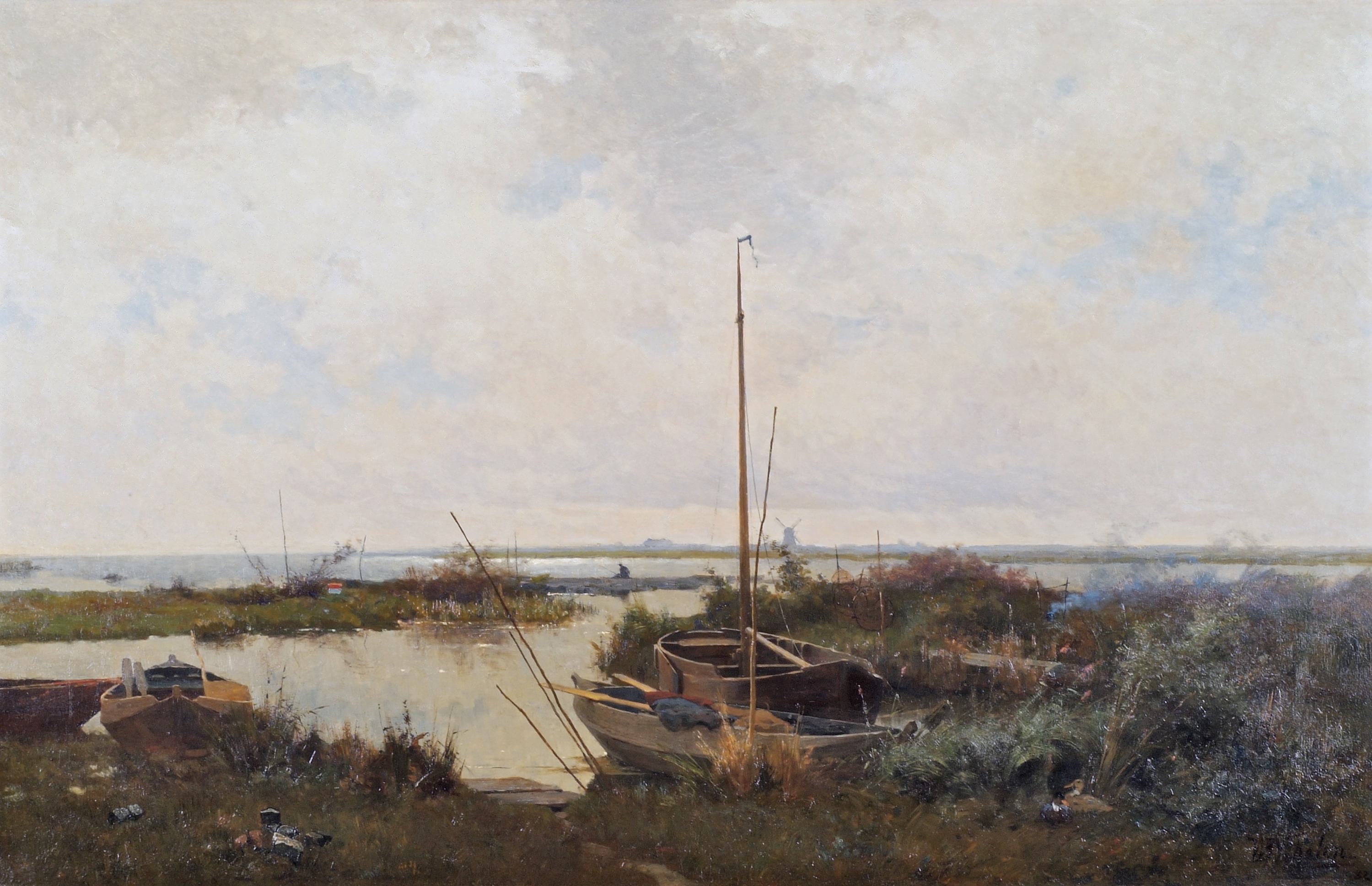
ギートホールン近くの川の風景 (1882) ゴーダ美術館 蔵
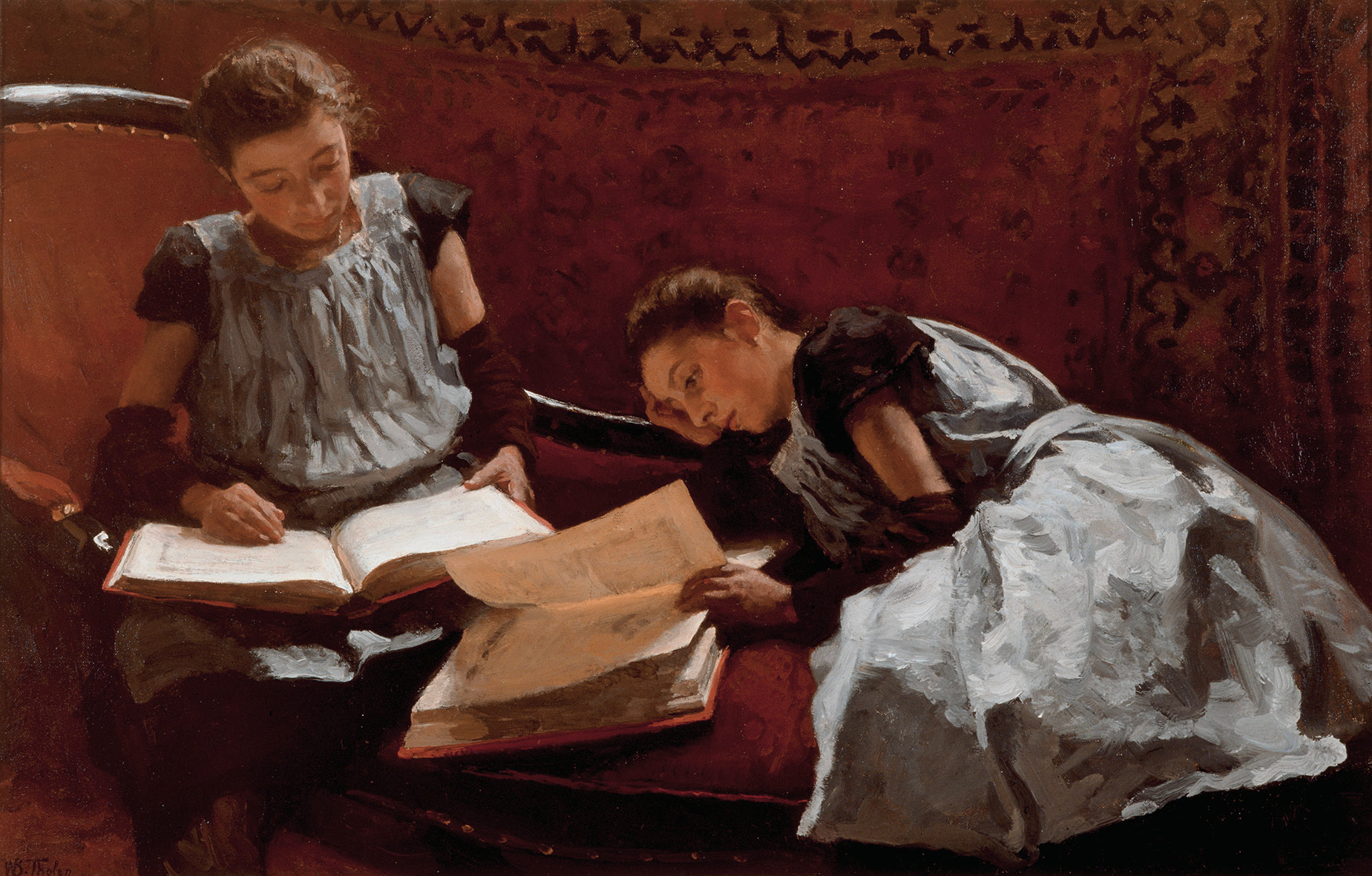
姉妹(1895) ゴーダ美術館 蔵
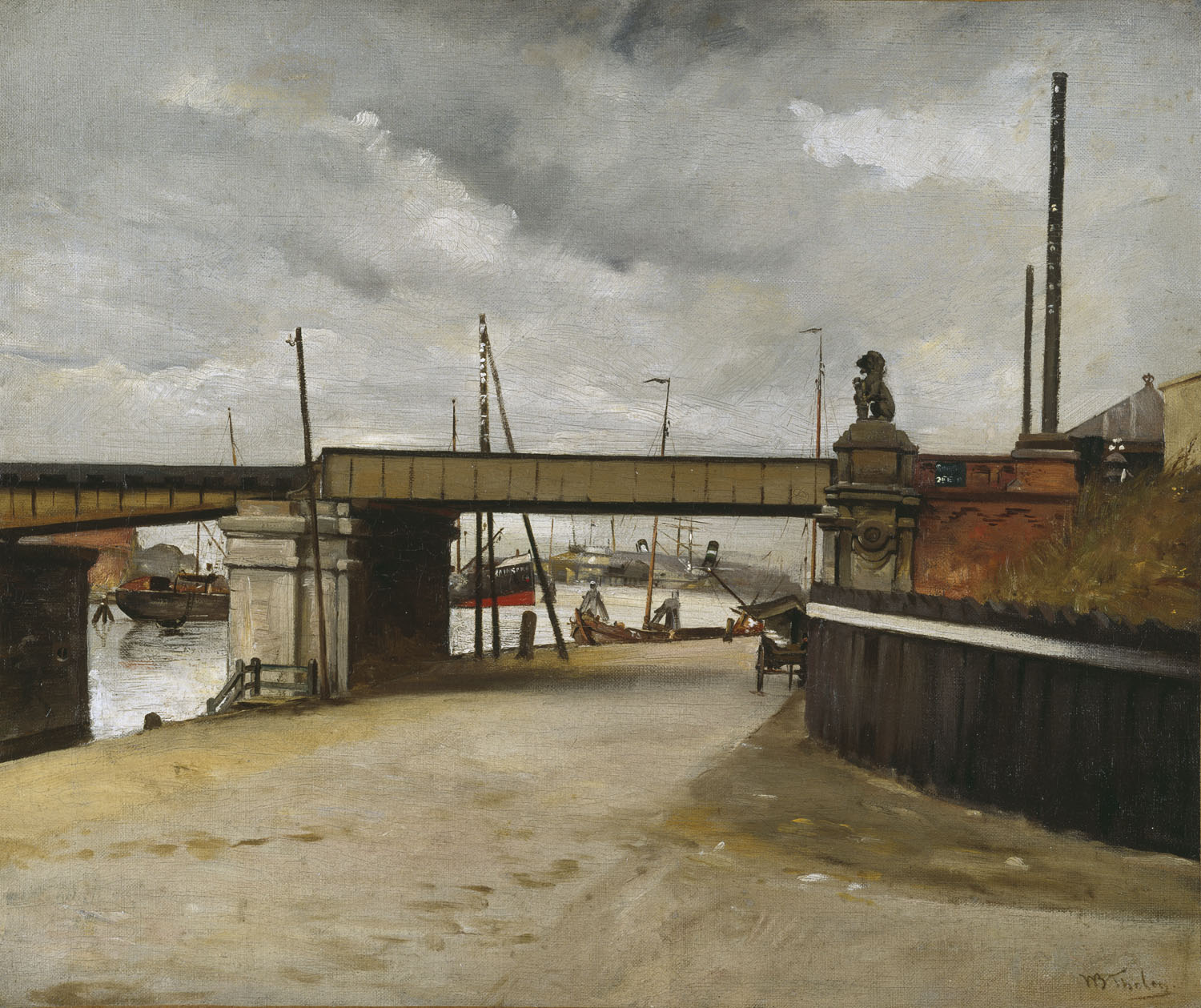
Westerdoksdijk（アムステルダム）の風景
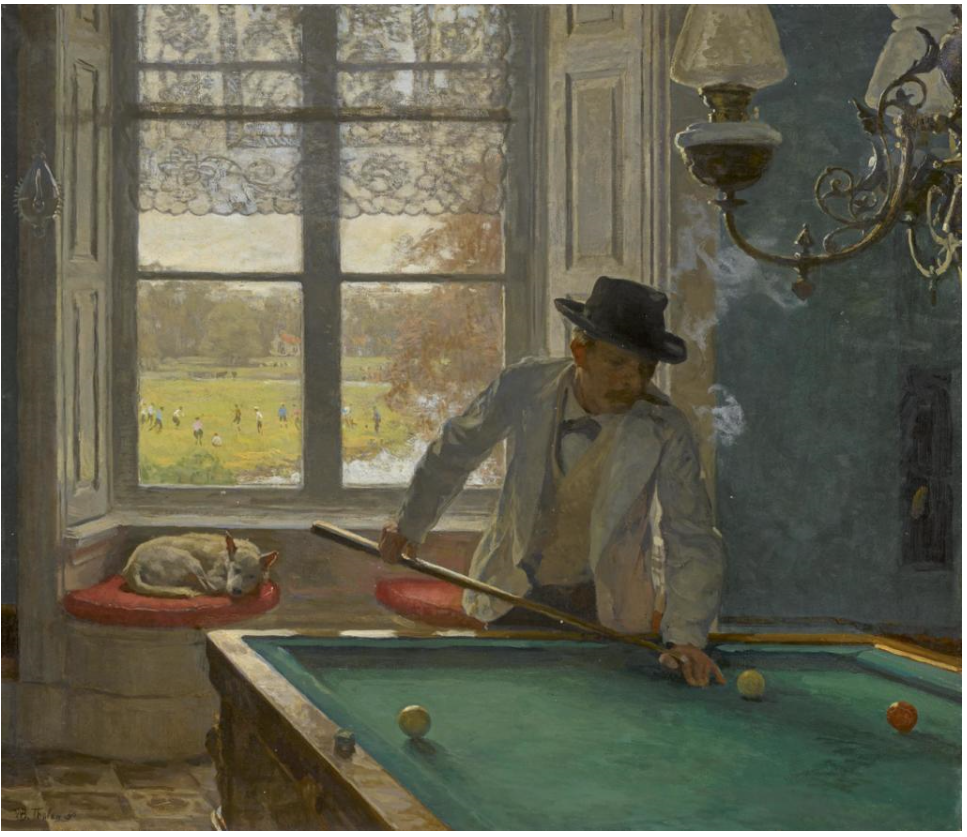
ビリヤード・プレーヤー
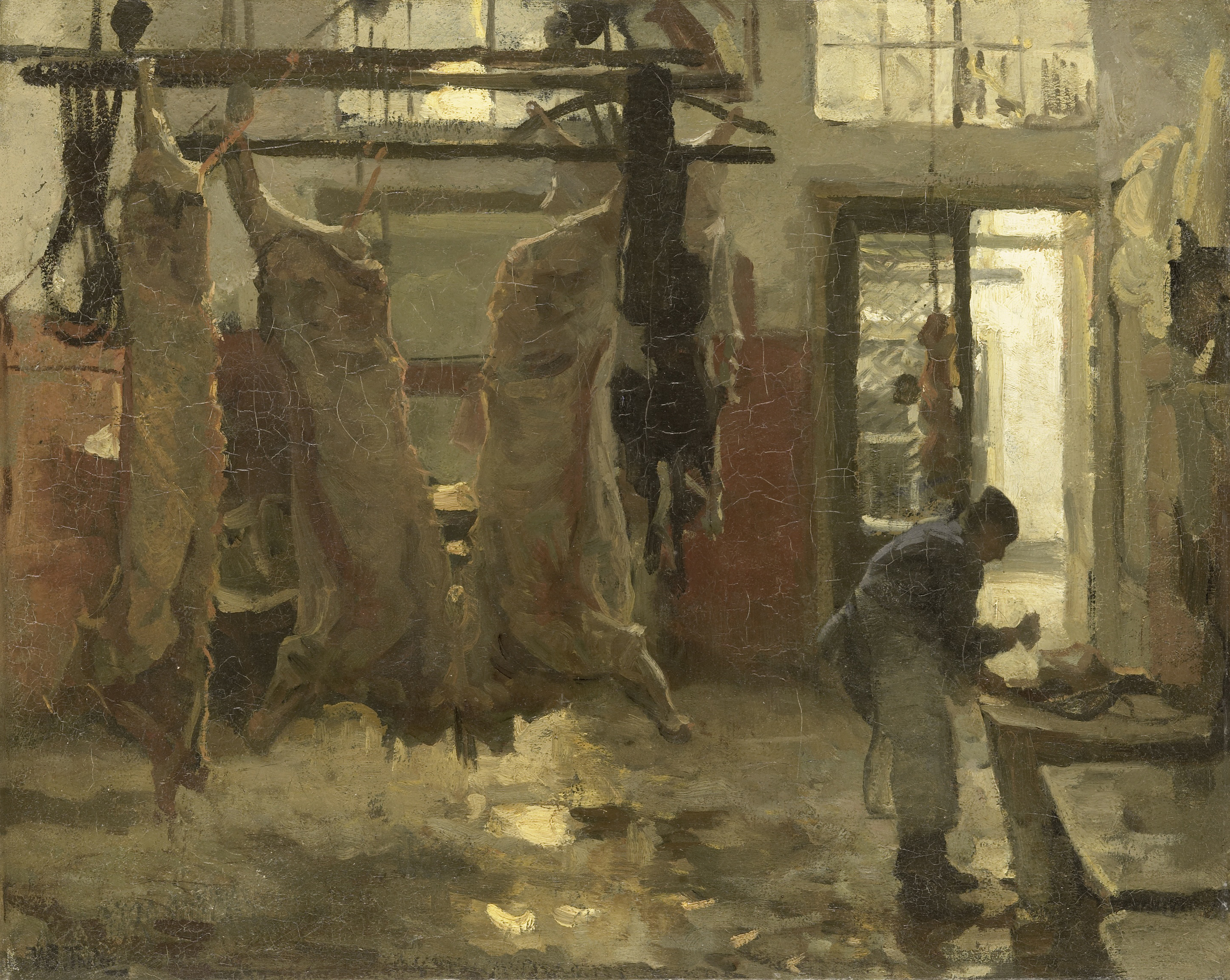
食肉処理場
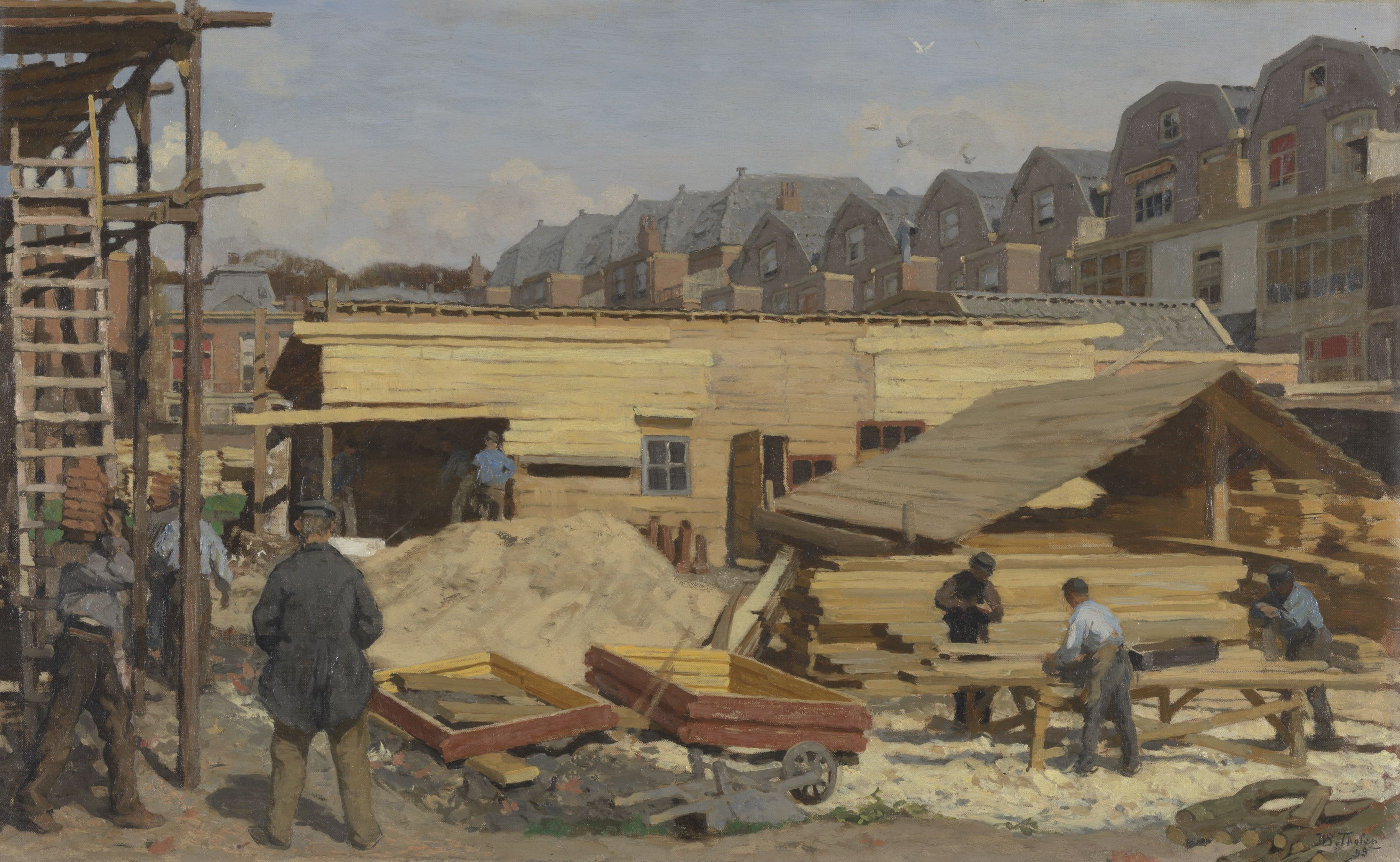
建築現場